# Togo ai XXIII Giochi olimpici invernali
Il Togo ha partecipato ai XXIII Giochi olimpici invernali, che si sono svolti dal 9 al 28 febbraio 2018 a PyeongChang in Corea del Sud, con una delegazione composta da 2 atleti.

## Sci alpino
Il Togo ha qualificato nello sci alpino Alessia Afi Dipol, che si è successivamente ritirata.

## Sci di fondo
Il Togo ha schierato nello sci di fondo Mathilde-Amivi Petitjean.
Distanza
| Atleta                   | Gara                             | Finale  | Finale  | Finale     |
| Atleta                   | Gara                             | Tempo   | Deficit | Classifica |
| ------------------------ | -------------------------------- | ------- | ------- | ---------- |
| Mathilde-Amivi Petitjean | 10 km a tecnica libera femminile | 32:52.1 | +7:51.6 | 83         |

Sprint
| Atleta                   | Gara             | Qualificazione | Qualificazione | Quarti          | Quarti          | Semifinale      | Semifinale      | Finale          | Finale          |
| Atleta                   | Gara             | Tempo          | Classifica     | Tempo           | Classifica      | Tempo           | Classifica      | Tempo           | Classifica      |
| ------------------------ | ---------------- | -------------- | -------------- | --------------- | --------------- | --------------- | --------------- | --------------- | --------------- |
| Mathilde-Amivi Petitjean | Sprint femminile | 3:45.93        | 59             | Non qualificato | Non qualificato | Non qualificato | Non qualificato | Non qualificato | Non qualificato |